# Ornithopus pinnatus
Ornithopus pinnatus é uma espécie de planta com flor pertencente à família Fabaceae. 
A autoridade científica da espécie é (Mill.) Druce, tendo sido publicada em Journal of Botany, British and Foreign 45: 420. 1907.
Os seus nomes comuns são serradela-delgada ou serradela-lanuda.

## Portugal
Trata-se de uma espécie presente no território português, nomeadamente em Portugal Continental, no Arquipélago dos Açores e no Arquipélago da Madeira.
Em termos de naturalidade é nativa das três regiões atrás indicadas.

## Protecção
Não se encontra protegida por legislação portuguesa ou da Comunidade Europeia.